# Al Anz

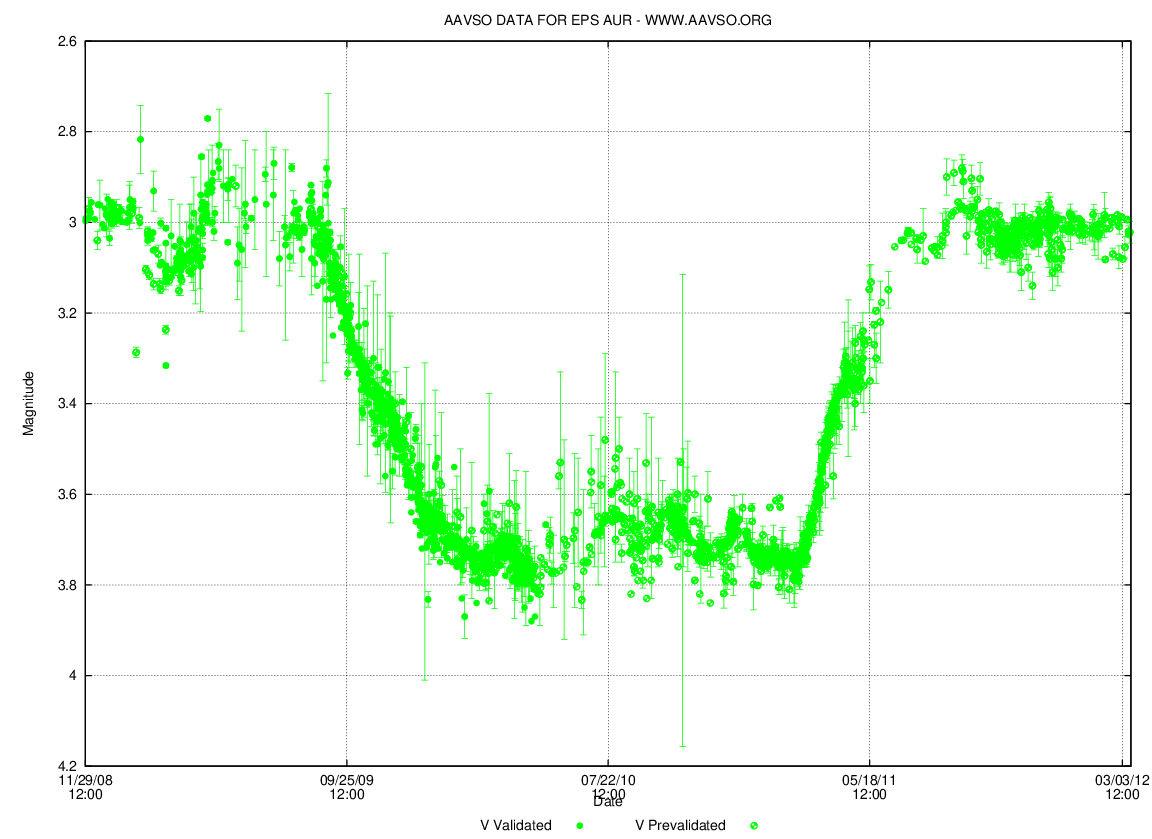
Lichtkromme van een eclips van Al Anz

Al Anz (ook Epsilon Aurigae, Haldus of Almaaz genoemd) is een heldere ster in het sterrenbeeld van de Voerman (Auriga). Epsilon Aurigae is een eclipserende dubbelster die van +3.0 tot +3.8 in helderheid varieert met een periode van ongeveer 9890 dagen (~27.1 jaar) en met een minimum van ongeveer twee jaar. Dit wordt veroorzaakt door een kleine begeleidende ster met een accretieschijf.
De zichtbare ster is een superreus met spectraalklasse A8, en is een van de meest lichtgevende sterren in 1000 parsecs van de Zon. De diameter van deze ster is 100 maal groter dan de Zon. De andere (geëclipseerde) ster is niet zichtbaar.

## Hemelplaats
Al Anz is niet zo moeilijk te vinden. Hij is de hele winter zichtbaar aan de noordelijke hemelkoepel, niet ver van de heldere gele ster Capella.